# Asobara epiclypealis
Asobara epiclypealis är en stekelart som beskrevs av Fischer 2003. Asobara epiclypealis ingår i släktet Asobara och familjen bracksteklar. Inga underarter finns listade.